# MBE 21–25
Die vierachsigen elektrischen Triebwagen 21–25 waren fünf Fahrzeuge der Müllheim-Badenweiler Eisenbahn (MBE), die 1914 von de Dietrich und SSW für den Personenverkehr der genannten Strecke geliefert wurden. Die Triebwagen waren bis 1955 im Einsatz. Davon wurden drei Fahrzeuge nach der Ausmusterung verschrottet.
Die Triebwagen mit den Nummern 22 und 23 wurden nach der Stilllegung der Strecke an die meterspurige Albtalbahn abgegeben, wobei der MBE 22 als Versuchstriebwagen für Mehrsystemfahrzeuge verwendet wurde. Er erhielt dort die Bezeichnung DBEG ET 01.22. Dieser Triebwagen war bis 1964 noch im Versuchsbetrieb im Einsatz und wurde dann verschrottet. Der zweite Wagen diente während dieser Zeit als Ersatzteilspender.

## Geschichte
In Badenweiler machten sich ab 1894 durch den Dampflokbetrieb verstärkt Luftverschmutzungen bemerkbar, so dass Überlegungen angestellt wurden, die Strecke zu elektrifizieren. Dies erfolgte kurz vor dem Ersten Weltkrieg mit der Lieferung der fünf Triebwagen. Beiwagen wurden nicht beschafft, es wurden Personenwagen mit einer Scharfenbergkupplung ausgerüstet und umlackiert.
1920 wurde die letzte Dampflokomotive verkauft und die Triebwagen wickelten daraufhin den spärlichen Güterverkehr mit ab. Im Personenverkehr waren sie bis zum Zweiten Weltkrieg stark eingebunden, im Jahr 1938 verkehrten täglich 23 Zugpaare auf der knapp 8 km langen Strecke, die Fahrtzeit für eine einfache Fahrt betrug 25 Minuten. Zu allen im Müllheim haltenden Zügen der Staatsbahn gab es einen direkten Anschluss nach Badenweiler.
Nach dem Zweiten Weltkrieg waren die Beförderungszahlen noch sehr umfangreich, nach 1950 sanken sie. Außerdem machte sich der zunehmende Individualverkehr bemerkbar, dem die mehrfach auf der Landstraße verkehrende Strecke mehr und mehr zum Verkehrshindernis wurde. Es wurden in der Mitte der 1950er Jahre viele Instandsetzungsarbeiten an den Gleisanlagen notwendig. Als in Müllheim mehrere Straßensanierungen anstanden, wurde beschlossen, die Strecke stillzulegen. Am 21. Mai 1955 wurde die letzte Fahrt unternommen und die fünf Fahrzeuge danach in der Wagenhalle abgestellt.

## Konstruktion
Die Fahrzeuge bestanden aus einem stählernen Untergestell und hölzernen Aufbauten, die außen mit Blechen verkleidet waren. Sie bestanden aus den Führerständen, den dahinterliegenden Einstiegen und dem dazwischen liegenden Fahrgastraum. An dem einen Einstiegsbereich schloss sich ein dreifenstriges Abteil 3. Klasse, an den anderen Einstieg ein zweifenstriges Abteil 2. Klasse an. Zwischen beiden Abteilen lag ein Gepäckraum, der eine zweiflügelige Schiebetür besaß. Die Stirnfronten hatten Türen für den Wechsel des Zugführers in die Beiwagen.
Die Antriebsmotoren in Tatzlagerbauart waren eigenbelüftet. Pro Drehgestell war ein Antriebsmotor vorhanden, mittels einer Kuppelstange wurde auch die zweite Achse des Drehgestelles angetrieben.
Die elektrische Ausrüstung stammte von SSW und bestand aus Gleichstromtechnik, wo über die elektrische Spannung von der Fahrleitung über den im Bedienführerstand gelegenen Nockenfahrschalter mit der Widerstandssteuerung die elektrischen Fahrmotoren angetrieben wurden, die als Reihenschlussmaschinen ausgeführt waren. Die Druckluft für die Druckluftbremse wurde von zwei Kompressoren erzeugt, elektromechanische Schütze schalteten die Hilfsbetriebmotoren.

## Einsatz als Versuchstriebwagen

### Probebetrieb

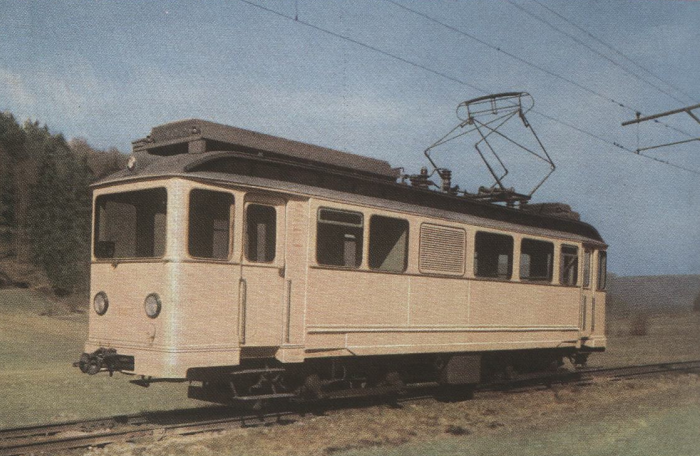
Ehemaliger MBE 22 als Versuchstriebwagen ET 01.22 auf der Albtalbahn 1960

Um auf der Albtalbahn den Betrieb als Mehrsystemfahrzeug zu testen, wurde der Triebwagen MBE 22 in der Werkstatt in Busenbach umgebaut. Auf der Strecke bestand auf engsten Raum Möglichkeiten des Betriebes mit drei unterschiedlichen Spannungssystemen und des Testens bei laufendem Betrieb. Der Wagen MBE 23 diente als Ersatzteilspender.
Dem Fahrzeug wurde der Gepäckraum entfernt und die Stelle durch ein Blendblech verkleidet. Im Inneren des Raumes wurde ein Gleichrichter für den Betrieb unter Wechselstrom installiert. In der Stirnfront wurde die Übergangstür entfernt, und der Führerstand erhielt eine breitfenstrige Vorderfront sowie einen neuen Fahrschalter mit Umschalter für die unterschiedlichen Spannungssysteme. Für die Umschaltung Gleichstrom/Wechselstrom wurde ein zusätzlicher pneumatisch zu stellender Umschalter auf dem Dach installiert, dafür wurde ein Stromabnehmer entfernt. Die  Maschinenanlage wurde belassen.
Testfahrten, für die bei den Systemwechseln nicht angehalten werden musste, wurden von 1957 bis 1958 durchgeführt, die bis Pforzheim ausgedehnt wurden. Es wurde während der Probefahrten auch der Gleichrichter von Germanium auf Silizium gewechselt.

### Personenverkehr
1959 wurde der Triebwagen für den Personenverkehr auf der Strecke zwischen Busenbach und Ittersbach eingesetzt, nachdem er die bei der Albtalbahn übliche Kupplung erhalten hatte und inoffiziell als ET 01.22 bezeichnet wurde. Es wurden zwei Beiwagen mit einer zusätzliche Federspeicherbremse ausgestattet. Der Triebwagen erwies sich bei den Testfahrten als sehr robust. Die elektrische Ausrüstung, besonders der Gleichrichter, konnte auch bei ausfallender Belüftung in der Leistung nicht beeinträchtigt werden. Das Gespann versah den Dienst bis etwa 1962. Dann musste der Triebwagen, der den Spitznamen Sputnik erhalten hatte, auf Grund eines Schadens abgestellt werden. 1964 wurde er verschrottet.